# The Girl Who Had Everything
 The Girl Who Had Everything és una pel·lícula estatunidenca dirigida per Richard Thorpe el 1953.

## Argument
Steve Latimer (William Powell) és un reeixit advocat que ha tractat de donar-li a la seva filla Jean (Elizabeth Taylor) tot el que pot. Ella decideix deixar el seu xicot, l'amable Vance Court (Gig Young), per Víctor Ramondi (Fernando Lamas), un home misteriós amb estranyes amistats i un dels millors clients del seu pare. Steve tracta d'advertir-li Jean sobre Víctor, però ella accepta la seva proposició de matrimoni, però ella no li farà cas. Temps més tard, començarà a tenir problemes.

## Repartiment
- Elizabeth Taylor: Jean Latimer
- Fernando Lamas: Victor Y. Raimondi
- William Powell: Steve Latimer
- Gig Young: Vance Court
- James Whitmore: Charles 'Chico' Menlow
- Robert Burton: John Ashmond

Actors que no surten als crèdits
- Harry Bartell: Joe, propietari de la botiga
- Paul Harvey: Senador Drummond
- Earle Hodgins: Spotter
- Pat O'Malley: Senador
- Stuart Wilson: L'home del diari